# عمر بولدن
عمر بولدن (بالإنجليزية: Omar Bolden)‏ هو لاعب كرة قدم أمريكية أمريكي، ولد في 20 ديسمبر 1988 في أونتاريو في الولايات المتحدة.

## وصلات خارجية
- عمر بولدن على موقع IMDb (الإنجليزية)

- عمر بولدن على موقع مرجع كرة القدم المحترفة.كوم (الإنجليزية)